# Duchessa di Vendôme

Stemma del Ducato di Vendôme.

Questa è la lista delle Contesse e Duchesse di Vendôme, ovvero delle consorti dei sovrani che governarono sul Ducato di Vendôme. Le Contesse di Vendôme furono tali dal 1028 al 1514, quando divennero duchesse in seguito all' elevazione della contea a ducato da parte di Luigi XII.

## Nevers (1017-1032)

### Contesse di Vendôme
| Immagine | Nome                   | Padre                      | Nascita | Matrimonio | Diventò Contessa | Cessò di essere Contessa | Morte     | Marito           |
| -------- | ---------------------- | -------------------------- | ------- | ---------- | ---------------- | ------------------------ | --------- | ---------------- |
|          | Adèle di Vendôme-Anjou | Folco III d'Angiò (Nevers) | -       | 1017       | 1028             | 1032                     | 1033/1035 | Bodone di Nevers |

## Montoire (1217-1411)

### Contesse di Vendôme
| Immagine | Nome                | Padre                             | Nascita  | Matrimonio | Diventò Contessa | Cessò di essere Contessa | Morte          | Marito                          |
| -------- | ------------------- | --------------------------------- | -------- | ---------- | ---------------- | ------------------------ | -------------- | ------------------------------- |
|          | Caterina di Vendôme | Giovanni VI di Vendôme (Montoire) | 1350 ca. | 1372       | 1372             | 1º aprile 1411           | 1º aprile 1411 | Giovanni I di Borbone-La Marche |

## Borbone (1516-1790)

### Duchesse di Vendôme

Stemma delle duchesse Borbone-Vendôme

| Immagine | Nome                        | Padre                                  | Nascita          | Matrimonio      | Diventò Duchessa                    | Cessò di essere Duchessa          | Morte             | Marito                          |
| -------- | --------------------------- | -------------------------------------- | ---------------- | --------------- | ----------------------------------- | --------------------------------- | ----------------- | ------------------------------- |
|          | Francesca d'Alençon         | Renato d'Alençon (Alençon)             | 1491             | 18 maggio 1513  | 6 marzo 1516 il marito diventa Duca | 25 marzo 1537 morte del marito    | 14 settembre 1550 | Carlo IV di Borbone-Vendôme     |
|          | Giovanna III di Navarra     | Enrico II di Navarra (Albret)          | 16 novembre 1528 | 20 ottobre 1548 | 20 ottobre 1548                     | 17 novembre 1562 morte del marito | 9 giugno 1572     | Antonio di Borbone-Vendôme      |
|          | Margherita di Francia       | Enrico II di Francia (Valois)          | 14 maggio 1553   | 18 agosto 1572  | 18 agosto 1572                      | 17 dicembre 1599 divorzio         | 27 marzo 1615     | Enrico IV di Francia            |
|          | Francesca di Lorena         | Filippo Emanuele di Lorena (Lorena)    | novembre 1592    | 16 luglio 1609  | 16 luglio 1609                      | 22 ottobre 1665 morte del marito  | 8 settembre 1669  | Cesare di Borbone-Vendôme       |
|          | Maria Anna di Borbone-Condé | Enrico Giulio di Borbone (Borbone)     | 24 febbraio 1678 | 21 maggio 1710  | 21 maggio 1710                      | 11 giugno 1712 morte del marito   | 11 aprile 1718    | Luigi Giuseppe di Borbone-Condé |
|          | Maria Giuseppina di Savoia  | Vittorio Amedeo III di Savoia (Savoia) | 2 settembre 1753 | 16 aprile 1771  | 16 aprile 1771                      | 1790 cessò di essere duchessa     | 13 novembre 1810  | Luigi XVIII di Francia          |

## Borbone-Orléans|Orléans (dal 1896)

### Duchesse di Vendôme
| Immagine | Nome                            | Padre                                       | Nascita          | Matrimonio       | Diventò Duchessa | Cessò di essere Duchessa | Morte         | Marito             |
| -------- | ------------------------------- | ------------------------------------------- | ---------------- | ---------------- | ---------------- | ------------------------ | ------------- | ------------------ |
|          | Enrichetta del Belgio           | Filippo del Belgio (Sassonia-Coburgo-Gotha) | 30 novembre 1870 | 12 febbraio 1896 | 12 febbraio 1896 | 1 febbraio 1931          | 28 marzo 1948 | Emanuele d'Orléans |
|          | Philomena de Tornos y Steinhart | Alfonso de Tornos y Zubiría (Tornos)        | 19 giugno 1977   | 19 marzo 2009    | 19 marzo 2009    | In carica                | In carica     | Giovanni d'Orléans |